# 德拉甘·斯坦科維奇
德拉甘·斯坦科維奇（1985年10月18日—）是一位塞爾維亞排球運動員。他也代表塞爾維亞國家排球隊參賽，參加了2012年倫敦奧運會的比賽。他現在在意大利的職業球隊效力。